# Bryum deciduum
Bryum deciduum là một loài rêu trong họ Bryaceae. Loài này được J.J. Amann mô tả khoa học đầu tiên năm 1923.